# Kaspar Sagner
Kaspar Sagner SJ; Vorname auch: Caspar, Casparus, tschechisch Kašpar Sagner, lateinisch Casparo Sagner; (* 9. Mai 1721 in Neumarkt, Fürstentum Breslau; † 17. Januar 1781 in Prag) war ein deutsch-böhmischer Jesuit, Theologe, Philosoph und Mathematiker sowie Dekan der Philosophischen Fakultät der Prager Karls-Universität.

## Leben
Kaspar Sagner trat während seines Studiums am Breslauer Jesuitenkolleg am 9. Oktober 1737 dem Jesuitenorden bei. Das Noviziat verbrachte er 1737/38 im Olmützer Kolleg. Von 1740 bis 1742 studierte er Philosophie an der Karls-Universität. Anschließend lehrte er vier Jahre am Breslauer Kolleg Grammatik. Von 1747 bis 1750 studierte er Theologie an der Karls-Universität. Danach lehrte er an den Kollegien in Jičín, Prag und Olmütz Mathematik, Griechisch, Poetik und Rhetorik. 1755–1758 war er Professor für Philosophie, Mathematik und Experimentalphysik in Prag. 1756 promovierte er zum Doktor der Theologie und 1759–1760 lehrte er Moraltheologie und Patristik an der Universität Olmütz. 1761–1765 war er Professor für Mathematik am königlichen Jesuitenkolleg Madrid und zugleich Regens am dortigen Konvikt. 
Nach der Rückkehr an die Karls-Universität war er 1767–1770 Dekan der Philosophischen Fakultät. Seine weitere akademische Laufbahn wurde 1773 wegen der Aufhebung des Jesuitenordens durch Papst Clemens XIV. beendet. Danach war Kaspar Sagner bis zu seinem Tod 1781 Präses am Prager St.-Wenzels-Seminar.

## Werke (Auswahl)
- Institutiones Philosophicae: Ex Probatis Veterum, Recentiorumque Sententiis Adornatae In Usum Suorum Dominorvm Auditorum:
  - Band 1: Seu Logica, Pragae, 1755.
  - Band 2: Seu Metaphysica, Pragae, Typis Academicis, 1756.
  - Band 3.1: Seu Physica, Pragae, Typis Academicis, 1758.
  - Band 3.2: Physica Specialis, Pragae, Typis Academicis, ca. 1758.
- Dissertatio de Ortu stratorum telluris et ratione, qua corpora marina in loca mediterranea translata sunt, Pragae 1755
- Dissertatio de pabulo ignis, Pragae 1756